# Knock-in
Le knock-in, en biologie moléculaire, est une variante du knock-out.
Dans cette variante, mis à part une invalidation du gène cible, un gène d'intérêt est introduit dans le locus. Après recombinaison homologue, ce gène d'intérêt est placé sous le contrôle du promoteur et des séquences régulatrices du gène cible. Il est donc synthétisé à la place du gène cible.
Le plus souvent, on choisit d'insérer un gène rapporteur comme le gène de la β-galactosidase qui une fois exprimé peut être observé, et quantifié.
Il existe des variantes plus subtiles de knock-in où on remplace l'allèle sauvage du gène cible par un allèle modifié sur un ou quelques nucléotides pour introduire une variation de la séquence protéique (par exemple remplacement d'une sérine ou d'une tyrosine qui peuvent être phosphorylées par une alanine non phosphorylable). Le knock-in peut également permettre d'introduire de part et d'autre d'un gène cible qui reste fonctionnel des séquences Lox qui pourront servir à une délétion ultérieure et contrôlée par le système Cre/Lox. 

## Utilisations possibles
- Suivi du devenir des cellules exprimant normalement le gène cible.
- Dans le cas de gènes apparentés ou ayant des similitudes au niveau de leurs séquences nucléotidique (comme certains promoteurs qui possèdent des séquences consensus !), afin de déterminer s'ils ont des fonctions similaires.